# Toyoake
Toyoake è una città giapponese della prefettura di Aichi.